# The Mouse and the Mask
The Mouse and the Mask (estilizado en mayúsculas) es un álbum de estudio de Danger Doom, una colaboración entre los artistas de hip hop Danger Mouse y MF DOOM. Se lanzó en Europa el 10 de octubre de 2005 y el 11 de octubre, por el sello independiente de punk, Epitaph Records en Estados Unidos. También fue lanzado por Lex Records en el Reino Unido el 17 de octubre de 2005, con una portada diferente.
Contó con la colaboración de Cartoon Network para tener uso de diálogos y apariciones de sus personajes. Tiene cameos de artista como Talib Kweli, Cee-Lo y Ghostface.

## Concepto y elaboración
El álbum está compuesto de rapeos de DOOM sobre bases musicales y samples producidos por Danger Mouse. El álbum fue ampliamemte promocionado por la cadena antes de su lanzamiento dentro de las transmisiones del canal.
Después de que Danger Mouse tuviera éxito con el lanzamiento de su mashup The Grey Album (2004), convinando canciones del Black Album de Jay-Z y del White Album de The Beatles, se unió con el rapero MF DOOM. Varias maquetas se descartaron del álbum lanzado.
Además de la colaboración de otros MC, recurre a líneas de diálogo de dibujos de Adult Swim como Fantasma del espacio de costa a costa, Harvey Birdman, abogado, Aqua Teen Hunger Force, entre otras.
El álbum insulta a MF Grimm, antiguo colega de MF DOOM. Además de referenciar al comediante Dave Chappelle. 

## Lista de canciones
| The Mouse and the Mas |        |              |          |  |
| N.º                   | Título | Escritor(es) | Duración |  |